# Daniel Ebomoua
Daniel Ebomoua (ur. 1950 – zm. 28 kwietnia 2015) – kongijski piłkarz grający na pozycji napastnika. W swojej karierze grał w reprezentacji Konga.

## Kariera klubowa
W swojej karierze piłkarskiej Ebomoua grał w klubach Stade Tunisien, CSMD Diables Noirs i Patronage Sainte-Anne.

## Kariera reprezentacyjna
W reprezentacji Konga Ebomoua zadebiutował w 1973 roku. W 1978 roku powołano go do kadry na Puchar Narodów Afryki 1978. W nim rozegrał jeden mecz grupowy, z Tunezją (0:0). W kadrze narodowej grał do 1978 roku.